# 부곡도서관 (안산시)
안산시 부곡도서관은 경기도 안산시 상록구 부곡동 소재의 시립 도서관이다.

## 연혁
- 2009년 11월 24일 착공
- 2010년 6월 30일 준공
- 2010년 7월 9일 개관

## 시설현황
- 2층: 문화교실, 열람실, 휴게실
- 1층: 문헌자료실, 안내실

## 이용 안내
이용 시간
- 2층 열람실(문화교실): 매일 09:00 ~ 22:00
- 1층 문헌자료실: 매일 09:00 ~ 18:00

휴관일
- 매주 금요일
- 국경일, 정부에서 지정하는 공휴일
- 관장이 지정하는 임시휴관일